# Charabang

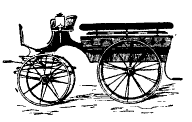
Charabang

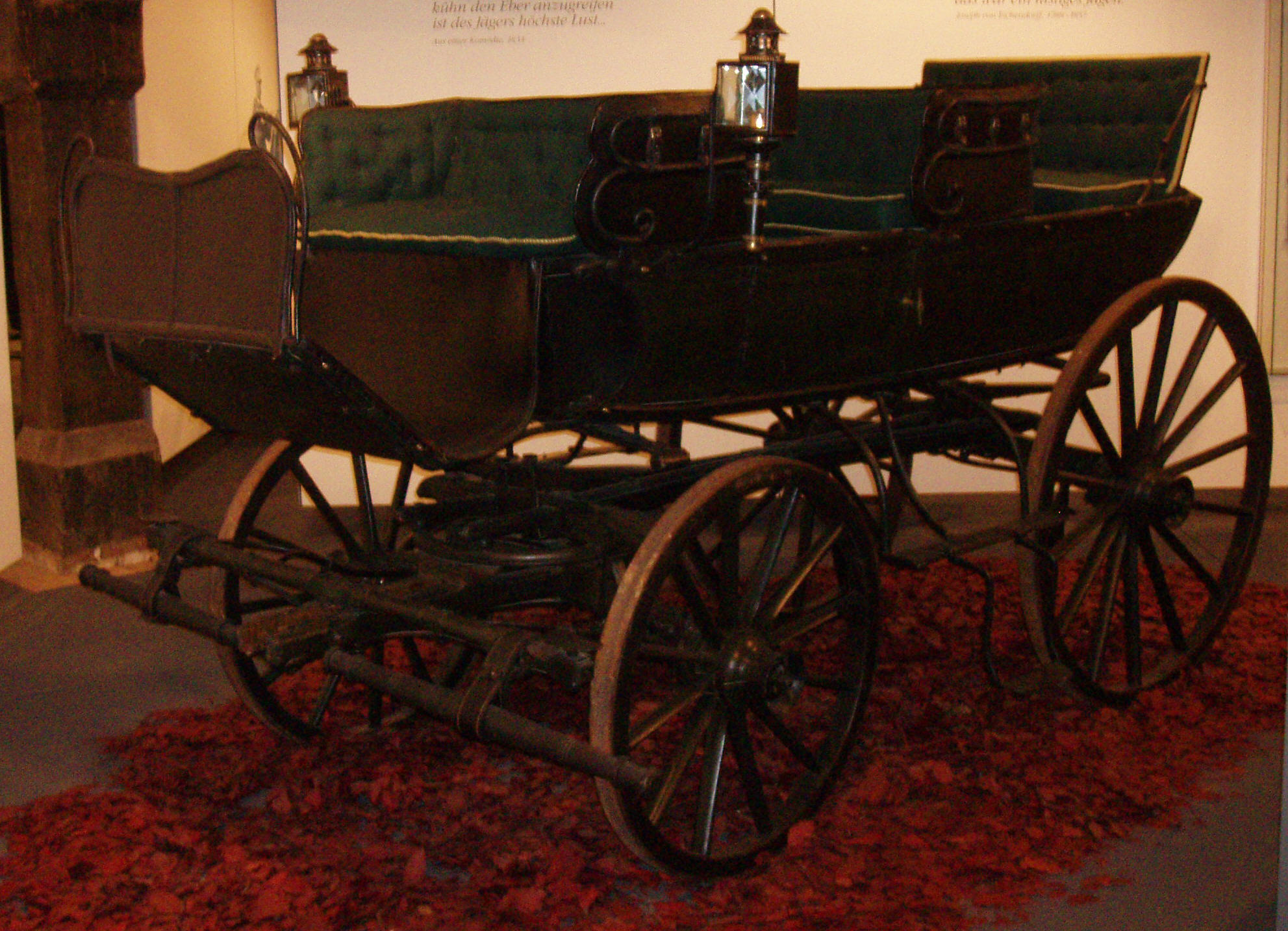
Char à bancs

Charabang (franska char à bancs, vagn med bänkar) eller vurst är i Sverige en typ av fyrhjulig hästvagn som är öppen och med säten längs båda sidorna och vända mot varandra liknande vagonetten. Vagntypen används ofta som utflyktsvagn.
En ”char à bancs” är i andra länder en hästdragen fyrhjulig öppen vagn där sätena är vända i färdriktningen.